# 布蘭道冰川
84°54′S 173°30′E / 84.900°S 173.500°E
布蘭道冰川（英語：Brandau Glacier）是南極洲的冰川，位於杜費克海岸，全長28公里，流經海恩斯山和哈斯基高地之間，最終注入凱爾蒂冰川，以美國海軍上尉命名。